# Tessella jorgenseni
Tessella jorgenseni är en fjärilsart som beskrevs av William Schaus 1921. Tessella jorgenseni ingår i släktet Tessella och familjen björnspinnare. Inga underarter finns listade i Catalogue of Life.